# كزافييه بلوند
كزافييه بلوند (بالفرنسية: Xavier Blond)‏ هو متسابق بياثل فرنسي، ولد في 18 يونيو 1965 في غرونوبل في فرنسا.

## وصلات خارجية
- كزافييه بلوند على موقع IBU (الإنجليزية)
- كزافييه بلوند على موقع اللجنة الأولمبية الدولية (الإنجليزية)
- كزافييه بلوند على موقع أوليمبيديا (الإنجليزية)